# Oethecoctonus
Oethecoctonus – rodzaj błonkówek z rodziny Scelionidae.

## Zasięg występowania
Przedstawiciele tego rodzaju występują w Nowym Świecie, Azji Południowo-Wschodniej oraz w Oceanii.

## Biologia i ekologia
Gatunki z rodzaju Oethecoctonus są parazytidami jaj prostoskrzydłych z rodziny świerszczowatych.

## Systematyka
Do Oethecoctonus zaliczanych jest 6 gatunków:
- Oethecoctonus insularis
- Oethecoctonus laticinctus
- Oethecoctonus oecanthi
- Oethecoctonus ophrynopus
- Oethecoctonus pleuralis
- Oethecoctonus rufus